# Segurina
La segurina, también llamada securina, es una proteína encargada de la unión de los cromosomas antes de la separación de éstos, que actúa durante la anafase, antes de ser degradada por el complejo apc-cdc20 ubiquitina ligasa.
Su labor consiste en proteger a la Cohesina de la degradación que sufrirá a posteriori de manos de la Separasa , inhibiendo a esa última.
En la anafase, el APC/C (Complejo Promotor de Anafase) marca la segurina para la degradación. Cuando ésta es destruida, la separasa entra en su forma activa degradando la cohesina que mantiene unidas las cromátidas y así permite su separación hacia las células hijas.
No obstante durante la Meiosis I , concretamente en el centómero durante la Anafase I, la encargada de estabilizar a la Cohesina será la Shugoshina. Este hecho es uno de los motivos que permite que se lleve a cabo la Segregación Independiente de los Cromosomas Homólogos
- Datos: Q6740686